# Lyndon Ferns
Lyndon Ferns (Polokwane, 24 de septiembre de 1983) es un nadador sudafricano especializado en pruebas de estilo libre, donde consiguió ser campeón olímpico en 2004 en los 4 x 100 metros.

## Carrera deportiva
En los Juegos Olímpicos de Atenas 2004 ganó la medalla de oro en los relevos de 4 x 100 metros estilo libre, con un tiempo de 3:13.17 segundos que fue récord del mundo, por delante de Países Bajos (plata) y Estados Unidos (bronce).